# Бабуле
Бабуле (пол. Babule) — село в Польщі, у гміні Падев-Народова Мелецького повіту Підкарпатського воєводства.
Населення — 229 осіб (2011).
У 1975-1998 роках село належало до Тарнобжезького воєводства.

## Демографія
Демографічна структура станом на 31 березня 2011 року:
|          | Загалом | Допрацездатний вік | Працездатний вік | Постпрацездатний вік |
| -------- | ------- | ------------------ | ---------------- | -------------------- |
| Чоловіки | 111     | 18                 | 75               | 18                   |
| Жінки    | 118     | 28                 | 58               | 32                   |
| Разом    | 229     | 46                 | 133              | 50                   |